# 236년

## 연호
- 위(魏) 청룡(靑龍) 4년
- 촉(蜀) 건흥(建興) 14년
- 오(吳) 가화(嘉禾) 5년

## 기년
- 위(魏) 명제(明帝) 10년
- 촉(蜀) 후주(後主) 14년
- 오(吳) 대제(大帝) 15년
- 신라(新羅) 조분 이사금(助賁泥師今) 7년
- 고구려(高句麗) 동천왕(東川王) 10년
- 백제(百濟) 고이왕(古爾王) 3년

## 사건
- 음력 2월, 골벌국(骨伐國)의 아음부(阿音夫) 왕이 무리를 이끌고 와 신라에 항복하였다. 저택과 사유 경작지를 하사하여 그를 편안하게 해 주고, 그 땅은 군(郡)으로 삼았다.

## 탄생
진나라 초대 황제 사마염(司馬炎)

## 참고 문헌
- 김부식 (1145). 〈권02 조분 이사금 條〉. 《삼국사기》.